# Ugochukwu Oduenyi
Ugochukwu Ogbonnaya Oduenyi (* 3. Februar 1996 in Lagos) ist ein nigerianischer Fußballspieler.

## Karriere
Oduenyi wurde im Sommer 2016 aus der Emmanuel Amunike Academy nach Schweden an den Djurgårdens IF verliehen. Bei Djurgårdens IF kam er jedoch nur für die Reserve zum Einsatz. Zwischen Januar und Juni 2017 spielte er leihweise beim Vasalunds IF. Nach dem Ende der Leihe kehrte er jedoch nicht mehr in die Emmanuel Amunike Academy und verließ diese.
Im August 2018 wechselte er zum österreichischen Bundesligisten LASK und wurde direkt nach Kroatien an den Zweitligisten NK Sesvete verliehen. Im Oktober 2018 debütierte er für Sesvete in der 2. HNL, als er am achten Spieltag der Saison 2018/19 gegen den NK BSK Bijelo Brdo in der 60. Minute für Mario Vasilj eingewechselt wurde. Nach drei Einsätzen für Sesvete wurde die Leihe in der Winterpause jener Saison beendet und Oduenyi wurde im Januar 2019 an den österreichischen Zweitligisten SV Horn weiterverliehen. Sein Debüt in der 2. Liga gab er im Februar 2019, als er am 16. Spieltag jener Saison gegen den FC Liefering in der Startelf stand und in der 58. Minute durch Kelvin Arase ersetzt wurde.
Im September 2019 wechselte er zur SV Ried. Für Ried kam er zu einem Zweitligaeinsatz. Am Saisonende stieg er mit dem Verein in die Bundesliga auf. Nach dem Aufstieg verließ er Ried wieder.
Nach einem halben Jahr ohne Verein wechselte er im Januar 2021 in die Ukraine zum Erstligisten FK Mynaj.